# Al-Mutavakil I.
Abu Abd Alah Mohamed ibn Abi Bakr (arabsko المتوكل على الله الأول), splošno znan kot al-Mutavakil I., je bil 44. abasidski kalif in 7., ki je vladal v Kairu, * ni znano, † 9. januar 1406. 
Vladal je v letih 1362-1377, 1377-1383 in 1389-1406 pod pokroviteljstvom Mamelukov iz Egipta. 

## Vira
- Garcin, Jean-Claude (1967). "Histoire, opposition, politique et piétisme traditionaliste dans le Ḥusn al Muḥādarat de Suyûti" (PDF). Annales Islamologiques (francosko). Institut Français d'Archéologie Orientale. 7: 33–90. doi:10.3406/anisl.1967.909. Arhivirano iz prvotnega spletišča 24. julija 2011. Pridobljeno 22. julija 2010.
- Holt, P. M. (1984). »Some Observations on the 'Abbāsid Caliphate of Cairo«. Bulletin of the School of Oriental and African Studies. University of London. 47 (3): 501–507. doi:10.1017/s0041977x00113710. JSTOR 618882. S2CID 161092185.

| Al-Mutavakil I. Abasidska dinastijaRojen: ni znano Umrl: 1406 |                 |                         |
| Vladarski nazivi                                              |                 |                         |
| Predhodnik: al-Mutadid I.                                     | Kalif 1362–1377 | Naslednik: al-Mustasim  |
| Predhodnik: al-Mustasim                                       | Kalif 1377–1383 | Naslednik: al-Vatik II. |
| Predhodnik: al-Mustasim                                       | Kalif 1389–1406 | Naslednik: al-Mustain   |